# Nathaniel Moreau
Nathaniel Moreau (* 22. November 1978 in Kanada) ist ein kanadischer Schauspieler. 

## Leben und Karriere
Er wuchs zweisprachig (englisch und französisch) auf, da seine Mutter gebürtige Französin ist.
Er ist der jüngere Bruder der ehemaligen Schauspielerin Marsha Moreau und ein entfernter Cousin des Autors Marcel Victor Moreau. Nathaniel Moreau spielte mehrmals mit seiner Schwester zusammen. So hatte er zwei Gastauftritte in der TV-Serie Ultraman – Mein geheimes Ich. 1989 war er sowohl im Kinofilm Fantasy Island – Die Geisterinsel in der Rolle des „George“ als auch im Fernsehfilm Billy's Tod (The Kissing Place) als „Tommy/Billy“ zu sehen. Wenig später war er an der Seite seiner Schwester im Kinofilm namens The Last Winter (1990) zu sehen.
In Deutschland erlangte er vor allem Bekanntheit durch die Rolle des jungen Peter Caine, in der Serie Kung Fu – Im Zeichen des Drachen, die er in 45 Folgen verkörperte. Das Engagement ging bis 1996 und war sein Letztes.